# 塞夫达林·马里诺夫
塞夫达林·马里诺夫（1968年6月11日—），為保加利亚、澳大利亚男子举重运动员。他曾代表保加利亚参加1988年夏季奥林匹克运动会举重比赛，获得男子52公斤级金牌。